# Proofpoint
Proofpoint, Inc — американська компанія, що розташована в місті Саннівейл, Каліфорнія і пропонує хмарні, програмні та апаратні рішення для фільтрації електронної пошти, захисту від витоку даних, шифрування і архівування пошти. Компанія Proofpoint є лідером серед виробників рішень для поштової безпеки станом на 2010 рік згідно з Квадрантом Гартнера.
У 2021 році Proofpoint придбала приватна інвестиційна компанія Thoma Bravo за 12,3 мільярда доларів.

## Історія
Компанія заснована в червні 2002 року Еріком Ханном, колишнім технічним директором Netscape Communications. Офіційний запуск і випуск першого продукту відбувся 21 липня 2003 року після отримання $7-мільйонного фінансування від венчурних інвесторів Mohr Davidow Ventures, Benchmark Capital, та Stanford University. І додаткові $9 мільйонів були отримані від Нью-Йоркської RRE Ventures у жовтні 2003 року.

#### Ранні розробки
Першим продуктом став Proofpoint Protection Server для середніх і великих компаній. Він містив так звану «MLX-технологію» — запатентований алгоритм машинного навчання — для вирішення проблеми точної ідентифікації спаму, використовуючи 10,000 різноманітних атрибутів, щоб відокремити чистий текст листа від спаму. Таким чином, компанія Proofpoint приєдналась до десятків інших виробників рішень у галузі поштової безпеки, що сформувалась через зростаючий обсяг спаму, що загрожував продуктивності праці співробітників і перетворило спам в загрозу номер один. Згідно з дослідженням Information Week's 2004 National Technology Readiness, вартість спаму в перерахунку на втрату продуктивності досягла $21.58 мільярдів на рік.
Перший апгрейд Proofpoint Protection Server був анонсований у листопаді 2003 року і розширив кількість атрибутів для ідентифікації спаму до 50,000+.
В грудні 2003 року Forrester Research оголосив лауреатів шостої щорічної премії Emerging Technology Showcase. Proofpoint був нагороджений за «Identifying And Dealing With Threats And Nuisances To The Enterprise».

#### Випуск DLP-модулів у відповідь на стандарти інформаційної безпеки
У 2004 році нові правила в стандартах захисту фінансової та медичної інформації підштовхнули Proofpoint до розробки нових продуктів, які могли б автоматично ідентифікувати і перехоплювати вихідну пошту, що містить конфіденційну інформацію.
В березні 2004 Proofpoint випустив перший апаратний пристрій, P-Series Message Protection Appliance (пізніше названий Proofpoint Messaging Security Gateway), що використовує ядро Linux і програмне забезпечення Protection Server 2.0 від Proofpoint. Він був протестований компанією Infoworld з результатом 94 % відсіювання спаму.
Наступний продукт, що був випущений в листопаді 2004 року, включав Protection Server 3.0, поштовий файрвол, що базуэться на технології MLX динамічний аналіз репутації (Dynamic Reputation Analysis) і набір модулів безпеки даних (Content Security Suite), створений для сканування вихідних повідомлень і вкладень та відповідності вимогам стандартів захисту даних, таких як Sarbanes-Oxley, HIPAA, і Gramm-Leach-Bliley. Цей продукт став відомим як Proofpoint Messaging Security Gateway Appliance. Прилад був протестований компанією ChannelWeb ProofPoint Appliance Stands Guard At E-Mail Gate, ChannelWeb, Nov 26, 2004, яка наголосила, що він використовує «комбінацію технологій: управління політиками, антиспам і адаптивну самонавчающуюся технологію MLX». Впровадження в Браунському університеті показало, що за перші 24 години роботи система Proofpoint заощадила 447 Мб дискового простору, заблокував 90,000 спам повідомлень. Infoworld повідомив, що деякі компанії розширюють лінійку продуктів, щоб адресувати іншим задачам поштової безпеки, таким як відповідність нормативним вимогам, фішінг та віруси.
University of Illinois at Urbana-Champaign впровадив програмне забезпечення Proofpoint software в свою систему контролю спама CITES з позитивними результатами. Компанія Government Computer News повідомила, що її лабораторія GCN відмітила Proofpoint P800 Gateway як прилад, що забезпечує «максимальний контроль для адміністраторів; тонке налаштування; додаткові модулі, що запобігають втраті класифікованих документів».
В серпні 2005 Proofpoint выпустив новий продукт, Network Content Sentry, як додатковий пристрій до Content Security Suite. Пристрій виконувало моніторинг вебпошти, постів в блогах і соціальних мережах та будь-яку и любую FTP-комунікацію. Proofpoint також запропонував функціонал шифрування пошти, що оснований на політиках і використовуює технологію шифрування, ліцензовану Voltage Security.
Приблизно в той же час було випущено модуль Zero-Hour Anti-Virus. Цей модуль був спеціально спроектований для ідентифікації і блокування нових комп'ютерних вірусів до того, як на них будуть випущені сигнатури.
Як частина розширення продуктової лінійки, пов'язаного з появою нових нормативів, у листопаді 2005 року був випущений Healthcare Privacy Bundle як доповнення до пристрою Messaging Security Gateway.
Proofpoint Messaging Security Gateway V4.0 випустили в березні 2006 з додатковими можливостями, такими як захист від DHA-атак і розширення технології Proofpoint.

#### Розробка віртуального пристрою
В квітні 2007 було випущено віртуальний пристрій Proofpoint Messaging Security Gateway Virtual Edition. Продукт запускаєтся на віртуальному сервері VMware. Можливість використання віртуального серверу замість апаратного пристрою ліквідує проблеми, пов'язані з необхідністю придбання додаткових пристроїв для масштабування і знижує витрати на оновлення, хоча і потребує знання віртуальної серверної архітектури virtual server architecture.
Proofpoint Messaging Security Gateway V5.0 був випущений в червні 2007 року і базувався на новій, комплексній архітектурі, об'єднуючій весь функціонал в єдиній платформі. Він може бути впроваджений як апаратний чи віртуальний пристрій, або як програмне забезпечення.
ICSA Labs, незалежний підрозділ компанії Verizon Business, в квітні 2007 заявив про сертифікацію шістьох анти спам-продуктів згідно з їхньою програмою тестування, одним з яких був Proofpoint Messaging Security Gateway. Ціллю тестування і сертифікації анти спам-продуктів лабораторією ICSA була перевірка ефективності продуктів у виявленні і блокуванні спаму. Крім того, перевірялось, наскільки добре продукти відрізняють спам та пошти від легітимних джерел.

### Software as a Service
У 2007 році компанія Proofpoint представила Proofpoint on Demand — хмарний сервіс для захисту від загроз та втрати даних електронної пошти. В травні 2008 хмарна пропозиція була розширена сервісом Proofpoint on Demand—Standard Edition. Цей продукт націлений на малий та середній бізнес, який також потребує забезпечення безпеки електронної пошти, при цьому не маючи власних серверів та IT персоналу.

### Архівування електронної пошти
В червні 2008 Proofpoint придбав компанію Fortiva, постачальника хмарного програмного забезпечення для архівації електронної пошти, електронних розслідувань, відповідності нормативним вимогам і управління зберіганням пошти. З огляду на дійсне законодавство і нормативні вимоги, корпоративні ІТ-департаменти повинні обачно управляти архівами електронної пошти і мати можливість швидко знаходити необхідні повідомлення. Fortiva використовує журналювання в Microsoft Exchange Server для автоматичного архівування усіх вхідних та вихідних повідомлень, тож кінцеві користувачі можуть здійснювати пошук по за архівованим повідомленням, включаючи вкладення, напряму з Outlook.
Восени 2013 компанія Proofpoint оголосила про покупку за 23 млн доларів компанії Sendmail Inc, яка розробляла однойменний MTA. Компанія Proofpoint зацікавлена в активному продовженні розвитку Sendmail і використовує цю систему у своєму продукті Proofpoint Enterprise Protection, призначеному для захисту підприємств від поширення шкідливого ПЗ, фішингу та спаму. За заявою Proofpoint, окрім розвитку заснованих на Sendmail комерційних продуктів, компанія також у повному обсязі продовжить розробку і підтримку відкритої версії Sendmail.
26 квітня 2021 року Proofpoint оголосила про згоду на придбання приватною інвестиційною компанією Thoma Bravo.

## Загальна часова шкала
- Червень 2002 Proofpoint, Inc. Заснована Еріком Ханном
- Червень 2003 Інвестовано $7 мільйонів
- Жовтень 2003 Інвестовано $9 мільйонів венчурною компанією RRE Ventures[en]
- Жовтень 2003 Стюарт Еллман з RRE Ventures входить до ради директорів Proofpoint
- Березень 2005 Стратегічне партнерство з чотирма постачальниками рішень з шифрування пошти
- Березень 2006 Інвестовано додатково $20 мільйонів
- Травень 2006 Відкриття філіалу в Сіднеї, Австралія
- Лютий 2008 Інвестовано додатково $28 мільйонів компанією DAG Ventures[en]
- Червень 2008 Proofpoint придбав Fortiva, Inc.
- Вересень 2008 Гартнер позиціонує Proofpoint в квадранті лідерів з поштової безпеки[32]
- Червень 2009 Proofpoint отримує патент США № 7,512,814 («Secure and Searchable Storage System and Method») за технологію шифрування DoubleBlind і випускає нову версію SaaS-рішення для архівації пошти[33]
- Липень 2009 Proofpoint обирає TelecityGroup[en] для розміщення європейських дата-центрів для рішень Proofpoint on Demand[34]
- Липень 2009 Proofpoint демонструє шестирічне безперервне зростання доходу[35]
- Липень 2010 Proofpoint оголошує про партнерство з швейцарським провайдером, Swisscom[36]
- Серпень 2010 Proofpoint оголошує результати за Q2 2010[37]
- Жовтень 2013 За $23 млн придбана Sendmail

## Технологічна часова шкала (випуск продуктів)
- Липень 2003 Випуск першого продукту, програмного забезпечення Proofpoint Protection Server
- Листопад 2003 Розробка технології MLX Learning
- Березень 2004 Випуск першого апаратного пристрою, P-Series Message Protection Appliance
- Листопад 2004 Protection Server 3.0 з поштовим файрволом і динамічним репутаційним аналізом на основі технології MLX
- Листопад 2004 Content Security Suite, набір модулей для забезпечення безпеки даних і моніторингу відповідності нормативам
- Березень 2005 Proofpoint запускає хмарні антиспам сервіси
- Серпень 2005 Випуск Network Content Sentry, додаткового пристрою до модулю Content Security Suite
- Вересень 2005 Випуск програмного модуля Zero-Hour Anti-Virus
- Листопад 2005 Випущено Healthcare Privacy Bundle як доповнення до пристрою Messaging Security Gateway
- Березень 2006 Випущено Proofpoint Messaging Security Gateway V4.0
- Квітень 2007 Випущено віртуальний пристрій Messaging Security Gateway Virtual Edition
- Червень 2007 Випущено Proofpoint Messaging Security Gateway V5.0
- Серпень 2007 Випуск Proofpoint On Demand
- Травень 2008 Випуск Proofpoint On Demand—Standard Edition і модуля Proofpoint Secure File Transfer
- Червень 2008 Випуск Proofpoint On Demand Email Archiving
- Лютий 2009 Випуск продукту Proofpoint SHIELD, хмарного рішення для управління з‘єднаннями і захистом від спаму
- Березень 2010 Випуск Proofpoint 6.1[38]
- Серпень 2010 Proofpoint Enterprise Archive підтримує Microsoft Exchange 2010[39]

## Продукти та сервіси
Продуктова лінійка Proofpoint представлена у хмарній (Saas), програмній та апаратній моделях:
- Proofpoint Messaging Security Gateway апаратний пристрій, доступний в безлічі моделей для великих і малих компаний
- Proofpoint Messaging Security Gateway Virtual Edition віртуальний пристрій для інфраструктури VMware
- Proofpoint Protection Server програмне забезпечення для Linux
- Proofpoint on Demand хмарний сервіс для поштової безпеки і захисту від втрати даних

Додаткові модулі для різноманітних завдань поштової безпеки включають в себе:
- Proofpoint Spam Detection для захисту від спаму і фішингових атак. Для управління з‘єднаннями також пропонуються технології Proofpoint Dynamic Reputation та netMLX.
- Proofpoint Virus Protection захищає від вірусів, черв‘яків, троянів та інших видів шкідливого ПЗ.
- Proofpoint Zero-Hour Anti-Virus захищає від нових вірусів, на які ще не випущено сигнатури.
- Proofpoint Content Compliance для призначення та застосування корпоративних політик до змісту повідомлень і вкладень.
- Proofpoint Digital Asset Security для захисту конфіденційної інформації від витіку через пошту.
- Proofpoint Regulatory Compliance для ідентифікації структурованих конфіденційних даних, таких як номера рахунків, карт, страхування у вихідній пошті.
- Proofpoint Secure Messaging для шифрування електронної пошти.
- Proofpoint Smart Search додатковий функціонал відстежування повідомлень, розслідувань і аналізу логів.
- Proofpoint Secure File Transfer функціонал безпечної передачі великих файлів.